# Páncsu
Páncsu (románul: Panciu) város Vrancea megyében, Moldvában, Romániában.

## Fekvése
A megye középső-keleti részén helyezkedik el, 30 km-re Foksány városától északi irányban.

## Történelem
A Kárpátok keleti lejtőjén épült kisváros az itteni szőlő és bortermelő vidék egyik központja.
Az első lakosok az 1730-as években telepedtek itt le.
1869-ben egy földrengést követő tűzvészben a település nagy része elpusztult.
Az 1940-es romániai földrengés során a település 99%-a megsemmisült, 371 lakóházából csupán 5 nem dőlt össze.

## Népesség
A város népességének alakulása:
- 1912 - 2737 lakos
- 1930 - 6816 lakos
- 1948 - 4523 lakos
- 1956 - 7679 lakos
- 1966 - 7948 lakos
- 1977 - 7766 lakos
- 1992 - 10 016 lakos
- 2002 - 8903 lakos

A lakosság etnikai összetétele a 2002-es népszámlálási adatok alapján:
- Románok:  8839 (99,28%)
- Romák:  55 (0,61%)
- Magyarok:  7 (0,07%)
- Németek:  1 (0,01%)
- Más etnikumúak:  1 (0,01%)

A lakosság 98,46%-a ortodox vallású (8766 lakos).

## Látnivalók
- Pezsgő üzem
- Remetekolostor (Schitul Brazi) - 1807-1808 között épült.

## Gazdaság
Az ország egyik legfontosabb borászati régiója, az itt készített borokat és pezsgőket Európa számos országába exportálják.
Jelentősebb ágazatok: faipar, textilipar.

## Testvérvárosok
- - Arbois, Franciaország (1991)